# Caloptilia sphenocrossa
Caloptilia sphenocrossa là một loài bướm đêm thuộc họ Gracillariidae. Nó được tìm thấy ở Indonesia (Java) và Malaysia (Pahang).
Ấu trùng ăn Cajanus cajan. Chúng ăn lá nơi chúng làm tổ.